# 2017 у Тернополі
| Роки в Тернополі: ← · 2000 · 2001 · 2002 · 2003 · 2004 · 2005 · 2006 · 2007 · 2008 · 2009 · 2010 · 2011 · 2012 · 2013 · 2014 · 2015 · 2016 · 2017 · 2018 · 2019 · 2020 · 2021 · 2022 · 2023 · 2024 Див. також: XIX століття · XX століття |

## Річниці

### Річниці заснування, утворення
- 60 років тому (1957) засновано Тернопільський державний медичний університет імені І. Я. Горбачевського;
- 20 років тому (1997):
  - утворено народний ансамбль бального танцю «Альянс»;
  - утворено жіноче вокальне тріо «Солов'ї Галичини» Тернопільської обласної філармонії;
  - уперше проведено відкриті легкоатлетичні змагання з бігу пересіченою місцевістю «Тернопільська озеряна»;
  - засновано видавництва:
    - видавничо-поліграфічний центр «Економічна думка» Тернопільського національного економічного університету;
    - українське книжкове приватне видавництво «Навчальна книга — Богдан»;
    - «Школярик»;
    - 1 жовтня — «Терно-граф»;
    - 8 жовтня — видавничо-поліграфічний комплекс «Укрмедкнига» Тернопільського державного медичного університету імені І. Я. Горбачевського;

  - засновано громадсько-спортивний клуб «Галицькі леви — спорт»;
  - 20 червня — наказом Міністерства освіти України № 218 створено Технічний коледж Тернопільського національного технічного університету імені Івана Пулюя;
  - 24 серпня — відкрито Тернопільську класичну гімназію;
  - 30 вересня вийшов перший номер обласної газети «Медична академія», яку видає Тернопільський державний медичний університет імені І. Я. Горбачевського;

### Річниці від дня народження
- 4 січня — 60 років від дня народження українського актора і режисера Петра Ластівки (нар. 1957);
- 25 лютого — 130 років від дня народження українського режисера, актора, драматурга і публіциста Леся Курбаса (1887—1937);
- 11 квітня — 80 років від дня народження українського художника, ілюстратора Євгена Удіна (нар. 1937);
- 28 серпня — 80 років від дня народження української мистецтвознавиці, графіка Тамари Удіної (1937—2013);
- 25 листопада — 70 років від дня народження диригента, композитора, художнього керівника колективу «Оркестра Волі» Леоніда Міллера (нар. 1947);
- 17 грудня — 80 років від дня народження української акторки та співачки (сопрано) Марії Гонти (нар. 1937);
- 20 грудня — 110 років від дня народження українського журналіста, видавця, фармацевта Богдана Остап'юка (1907—1988);

## Події
- 1 січня — покладання квітів до пам'ятника Степанові Бандері, урочиста академія в Українському домі «Перемога» та смолоскипна хода вулицями міста з нагоди 108-ї річниці від дня народження Провідника ОУН.[1]
- 8 березня — в тернопільському «Палаці Кіно» в рамках акції «КіноСереда» відбулася прем'єра короткометражного фільму Андрія Мриги «Старий і мімоза».[2]
- 30 квітня — на фасаді булинку на вул. Гетьмана Сагайдачного в Тернополі відкрили пам'ятну дошку Георгію Петруку-Попику.[3]
- липень — у Тернопільському державному медичному університеті імені І. Я. Горбачевського запрацювала лабораторія клініко-експериментальних досліджень, де, зокрема, проводиться ідентифікація та ПЛР-дослідження кліщів на предмет їх зараження збудниками бореліозу, анаплазмозу ерліхіозу.[4]
- 14 липня — Тернопіль відвідав Президент України Петро Порошенко, який відкрив лабораторний корпус «Тернопільської університетської лікарні» та вручив нові службові автомобілі групам патрульної поліції.[5][6]
- 20—23 липня — фестиваль «Файне місто».
- 21 липня — на березі веслувального каналу голова Тернопільської ОДА Степан Барна, міський голова Тернополя Сергій Надал за участю прем'єр-міністра України Володимира Гройсмана заклали капсулу під будівництво «Водної арени Тернопіль».[7]
- серпень — на вулиці Січових Стрільців проведено капітальний ремонт із повною заміною дорожнього покриття, тепломереж, водовідведення, тротуарів.[8][9]
- 9 вересня — вперше проведено «Ternopil Sport fest» та вкотре «Тернопільську озеряну»[10].
- 30 жовтня біля літака в парку Національного відродження висадили катальпову «Алею єднання»[11].
- 1 листопада — місто відвідала в. о. міністра охорони здоров'я України Уляна Супрун.[12]

## З'явилися
- Рішенням сесії Тернопільської міської ради від 24 березня № 7/14/64 в Тернополі затверджено містобудівну документацію мікрорайону «Північний», уточнено існуючі і засновано нові вулиці, зокрема, Героїв Чорнобиля та Юрія Іллєнка.[13]
- Від серпня почала діяти Тернопільська кінокомісія.[14][15]
- 7 вересня — на фасаді «Центру євростудій» Тернопільського національного економічного університету на бульварі Тараса Шевченка, 15 відкрили пам'ятну дошку Тарасові Слободяну.[16]
- 10 вересня — у «Сквері імені Шевченка» навпроти ЦУМу встановили бронзовий макет парафіяльного костелу Матері Божої Неустанної Помочі.[17]

## Особи

### Померли
- 6 січня — український художник Дмитро Стецько (нар. 1943).
- 2 лютого — український вчений в галузі автоматизації Ярослав Проць (нар. 1939).[18]
- 26 лютого — український громадський діяч, економіст, господарник, голова Тернопільської обласної ради (2002—2005; 2006) Анатолій Жукінський (нар. 1949).[19]
- 14 квітня — український фотохудожник Едуард Кислинський (нар. 1967).
- 5 липня — український вчений-анатом, педагог Ярослав Федонюк (нар. 1940).
- 29 серпня — український лікар, громадський діяч Олександр Хара (нар. 1953)[20]
- 26 жовтня — український вчений у галузі медицини Ярослав Гонський (нар. 1930)

### Призначено
- 8 листопада на посаду ректора Тернопільського національного педагогічного університету імені Володимира Гнатюка з результатом 91,86% від кількості виборців, що взяли участь у голосуванні обраний Богдан Буяк.